# Luigi Mancinelli
Luigi Mancinelli (Orvieto, 5 februari 1848 - Rome, 2 februari 1921) was een Italiaans componist en dirigent.

## Levensloop
Na in Florence gestudeerd te hebben, werkte Mancinelli eerst als cellist in diverse orkesten. Samen met de Markies Pizzardi stichtte hij op 1 augustus 1879 de Società del Quarto in Bologna. Op 24 november datzelfde jaar dirigeerde hij het openingsconcert met werken van Weber, Mendelssohn, Beethoven, Mozart en Liszt.

Vervolgens werd Mancinelli gevraagd om in het Teatro Morlocchi in Perugia, Aïda van Verdi te dirigeren, wat hem een aanstelling als dirigent aan het Teatro Apollo in Rome opleverde, hij bleef hier tot 1881. In 1884 dirigeerde hij in Bologna een cyclus van werken van Beethoven, waaronder diens 3e, 5e, 7e en 9e symfonie.
Mancinelli begon nu naam te maken als dirigent en kreeg opdrachten om te dirigeren, onder andere vanuit Parijs, Londen, Madrid, Buenos Aires (het openingsoptreden in het Teatro Colón) en de  Metropolitan Opera in New York.
Mancinelli maakte zijn debuut in de Metropolitan Opera, op 27 november 1893, dat toen heropend werd vanwege de brand in het vorige seizoen, met de opera  Faust van Gounod. Gedurende 9 seizoenen zou hij hier de leidende dirigent zijn, en dirigeerde hij onder andere de uitvoeringen van Werther van Jules Massenet, Falstaff van Verdi, die Zauberflöte van Mozart en La Bohème van Puccini, die hier de première in de Verenigde Staten van Amerika beleefden. Zijn tweede opera Ero e Leandro, die hij in  slechts 40 dagen geschreven had beleefde hier ook de première.
Mancinelli's eerste opera Isora di Provenza was een succes in Bologna (Teatro Communale, 1884), maar flopte in Napels (1886).
Zijn tweede opera, Ero and Leandro (Norwich, St. Andrew's Hall, 1886), bracht hem internationale roem. Vanwege het verisme, dat de heersende stijl in de Italiaanse opera was, een stijl die hij niet volgde, omdat hij zijn eigen inzichten wenste te volgen, waren zijn volgende opera's minder succesvol.

## Composities

### Werken voor orkest
- 1889 Scene veneziane, Suite
- 1908 Ouverture romantica

### Werken voor harmonieorkest
- 1877 Cleopatra bewerkt door Albert Thiry

### Cantate
- 1887 Isaia, cantate op teksten van Giuseppe Albini
- 1905 Sancta Agnes, cantate - tekst: Giuseppe Albini

### Muziektheater

#### Opera's
| Voltooid in | titel                       | aktes       | première | libretto                                   |
| ----------- | --------------------------- | ----------- | --- | ------------------------------------------ |
| 1884        | Isora di Provenza           | 3 bedrijven | 2 oktober 1884, Bologna, Teatro Comunale | Angelo Zanardini                           |
| 1896        | Ero e Leandro               | 3 bedrijven | 8 oktober 1896, Norwich, St. Andrew's Hall - Festival of Norwich; Concertante versie met een proloog: 30 november 1897, Madrid, Teatro Real | Arrigo Boito                               |
| 1907        | Paolo e Francesca           | 1 acte      | 11 november 1907, Bologna, Teatro Comunale                                                                                                  | Arturo Colautti, naar Dante Alighieri      |
| 1915-1917   | Sogno di una Notte d'Estate | 3 bedrijven | niet uitgevoerd | Fausto Salvatori, naar William Shakespeare |

#### Toneelmuziek
- 1876 Messalina, prelude en intermezzo voor het drama van Pietro Cossa
- 1877 Cleopatra, ouverture en 5 symfonische intermezzi voor het gelijknamige drama van Pietro Cossa
- 1880 Tizianello, vijf muziekstukken voor de komedie van Erik Lumbroso naar Musset

### Filmmuziek
- 1918 Frate Sole (symfonisch gedicht voor koor en orkest naar het verhaal van  Mario Corsi, voor Tespi-films, Rome)
- 1920 Giuliano L'Apostata (symfonisch gedicht voor koor en orkest naar het verhaal van  Ugo Falena, voor Bernini-films, Rome)